# Volley-ball en Suisse
 (janvier 2023).
Si vous disposez d'ouvrages ou d'articles de référence ou si vous connaissez des sites web de qualité traitant du thème abordé ici, merci de compléter l'article en donnant les références utiles à sa vérifiabilité et en les liant à la section « Notes et références ».
Cet article traite de divers aspects du volley-ball en Suisse.

## Fédération nationale
La fédération suisse de volley-ball (SwissVolley, SV) est l'organe faitier du volleyball suisse. Il organise les compétitions de ligue nationale, de la coupe de Suisse, de la Supercup et des championnats de Suisse juniors et séniors. Les compétitions régionales sont organises par les associations régionales de SwissVolley, au nombre de 15.
- Région Genève (SVRG)
- Région Vaud (SVRV)
- Région Valais (SVRW)
- Région Neuchâtel (SVRN)
- Région Jura-Seeland (SVRJS)
- Région Fribourg (SVRF)
- Région Berne (SVRBE)
- Région Soleure (SVRS)
- Région Bâle (SVRBA)
- Région Argovie (SVRA)
- Région Suisse Centrale (SVRI)
- Région Zurich (SVRZ)
- Région Nord-Ouest (SVRNO)
- Région GSGL (SVGSGL)
- Région Tessin (SVRT)